# Бима (округ)
Бима (индон. Bima) — округ в провинции Западная Нуса-Тенгара, Индонезия. Административный центр — город Воха. Население — 439 228 чел. (2010).

## География
Округ состоит из двух не связанных друг с другом территориально частей, находящихся на востоке и северо-востоке острова Сумбава. Между этими частями находится округ Домпу. На севере омывается водами моря Флорес, на юге — пролива Сумба. Последние, в свою очередь, соединяются проливом Сапе, огибающим Сумбаву с востока и отделяя её от острова Комодо.
Общая площадь, занимаемая округом — 4389,4 км².
Рельеф местности гористый. Самой высокой точкой на территории округа является стратовулкан Тамбора. В общей сложности, горы занимают до 70 % территории Бимы, на низменности приходится только 30 %. В речных долинах выращивают рис (в целом, пригодные для его выращивания почвы занимают менее 6 % общей площади округа).
В климате чётко выделяются сезон дождей и засушливый сезон. Самый дождливый месяц — февраль (171 мм осадков), самые засушливые — июль, август, сентябрь (дождей в это время не бывает практически совсем).

## История
Появление государственности у народов, проживающих на территории Бимы, относится к рубежу XIV—XV веков. В 1640 году в Биме утвердился ислам, в который перешла и правящая династия. В XVII веке имели место многочисленные конфликты с султанатом Гова, что на острове Сулавеси и государством Карангасем (Бали), шедшие с переменным успехом. Впоследствии Зондские острова подпали под власть Нидерландов. Голландское владычество держалось здесь до 1942 года, когда Индонезия была оккупирована японцами. После окончания Второй мировой войны и обретения Индонезией независимости Бима вошла в состав последней.

## Административное деление и демография
В административном плане округ делится на 18 районов:
| №  | Название  | Площадь, км² | Население, чел. |
| -- | --------- | ------------ | --------------- |
| 1  | Монта     | 227,43       | 32 432          |
| 2  | Парадо    | 261,29       | 8335            |
| 3  | Мадапанга | 237,58       | 29 114          |
| 4  | Воха      | 375,57       | 42 761          |
| 5  | Бело      | 44,76        | 23 102          |
| 6  | Лангуду   | 322,94       | 37 213          |
| 7  | Ваво      | 241,29       | 15 484          |
| 8  | Сапе      | 232,12       | 54 067          |
| 9  | Ламбу     | 404,25       | 36 553          |
| 10 | Вера      | 465,32       | 28 232          |
| 11 | Амбалави  | 180,65       | 16 537          |
| 12 | Донго     | 130,41       | 15 340          |
| 13 | Сангар    | 477,89       | 11 319          |
| 14 | Тамбора   | 627,82       | 11 868          |
| 15 | Боло      | 62,93        | 37 335          |
| 16 | Сороманди | 335,08       | 8330            |
| 17 | Ламбиту   | 65,40        | 5724            |
| 18 | Палибело  | 71,58        | 22 691          |

Плотность населения колеблется (по муниципалитетам) от 19 чел./км² (Тамбора) до 516 чел./км² (Бело).

## Религия
В численном плане абсолютно преобладают мусульмане. Также в округе проживают представители и других конфессий — протестанты, католики и др.
| Конфессия     | Последователей, чел. |
| ------------- | -------------------- |
| Ислам         | 436 886              |
| Католицизм    | 1325                 |
| Протестантизм | 633                  |
| Индуизм       | 309                  |
| Буддизм       | 17                   |
| Конфуцианство | 10                   |
| Другие        | 1                    |

## Экономика
Основу местной экономики составляют сельское хозяйство, торговля, народные промыслы, лёгкая промышленность, рыболовство. Наличествует хлопчатобумажная промышленность. Ещё одна отрасль экономики — выращивание жемчуга. В период с 2005 по 2009 гг. производство жемчуга возросло с 12 т до 18 т в год. Развиваются и другие направления марикультуры.
Что касается торговли и сферы услуг, то здесь преобладает малый бизнес (94 % рынка, средний бизнес — 5 %, остальное — крупный). Количество представителей малого бизнеса в торговле возросло с 1826 до 2397 в период 2003—2005 гг.